# Ekdromos
Gli ekdromoi (al singolare ekdromos) erano gli opliti con armamento leggero, il cui compito consisteva nel far scappare i peltasti avversari.
Il loro armamento consisteva in un elmo e scudo; il torace ed il ventre erano protetti da una spessa tunica di tessuto.